# Трильовский, Кирилл Иосифович
Кирилл Иосифович Трилёвский (Трильовский) (укр. Трильовський Кирило Йосифович) (5 мая 1864 — 16 октября 1941, Коломыя) — деятель украинского национального движения, основатель сечево-стрелецкого движения на Гуцульщине и в Покутье (Западная Украина) перед Первой мировой войной, на базе которого впоследствии сформировалась организация Украинских сечевых стрельцов. Один из лидеров Русско-украинской радикальной партии, избирался депутатом Государственного Совета — парламента Австро-Венгрии, в 1918 году вошёл в Украинскую национальную раду — законодательный орган Западно-Украинской Народной Республики.

## Биография
Родился в семье священника УГКЦ в с. Богутин Золочевского уезда (Галиция, Австро-Венгрия) (в настоящее время, Золочевский район Львовской области).
В 1900 году основал в с. Завалье Снятинского уезда (в настоящее время, Снятинский район Ивано-Франковской области) первое украинское спортивно-пожарное общество «Січ» («Сечь»), за которым последовало создание ещё нескольких подобных обществ. Одной из его задач Трильовский видел рост «национального и классового сознания масс» и «освобождение их от влияния крайне консервативного греко-католического духовенства».
Австрийско-польская администрация, которую возглавлял наместник Анджей Потоцкий, попыталась запретить сечевое движение. Трильовский был обвинён в государственной измене, однако Венский апелляционный суд отменил приговор, и деятельность обществ «Сечь» была разрешена. В течение нескольких лет сечевое движение получило развитие по всей Галиции, было подхвачено также на Буковине, в Закарпатье и среди украинской диаспоры.
С 1908 года — председатель Главного сечевого комитета в Станиславове, с 1912 года — генеральный атаман Украинского сечевого союза во Львове, при котором в марте 1913 года была создана стрелецкая секция для военной подготовки украинской молодёжи, впоследствии трансформировавшаяся в военизированную организацию Украинских сечевых стрельцов (УСС).
В 1907 году был избран депутатом австрийского парламента, в 1913 году — Галицкого сейма, входил в состав «Украинского сеймового клуба».
С началом Первой мировой войны возглавил Боевую управу УСС, занимавшуюся формированием Легиона УСС, и вошёл во Всеобщую украинскую раду.
В 1918—1919 гг. — член Украинской национальной рады ЗУНР. В 1919 году предпринимал попытку развивать сечевое движение на территории УНР (Киев), в 1920 году — в Закарпатье (Ужгород).
По окончании войны — в эмиграции. В 1927 году вернулся на Родину, в политической жизни участия не принимал, работал адвокатом; умер в Коломые.